# Loxerebia griseotincta
Loxerebia griseotincta är en fjärilsart som beskrevs av Goltz 1939. Loxerebia griseotincta ingår i släktet Loxerebia och familjen praktfjärilar. Inga underarter finns listade i Catalogue of Life.